# Euoniticellus kawanus
Euoniticellus kawanus är en skalbaggsart som beskrevs av Emile Janssens 1939. Euoniticellus kawanus ingår i släktet Euoniticellus och familjen bladhorningar. Inga underarter finns listade i Catalogue of Life.